# ناصر بن زايد آل نهيان
ناصر بن زايد بن سلطان آل نهيان (1967- 3 يونيو 2008) هو الابن العاشر لرئيس دولة الإمارات السابق الشيخ زايد بن سلطان آل نهيان، والأخ غير الشقيق لرئيس الدولة الراحل الشيخ خليفة بن زايد آل نهيان. كان يعمل في الشرطة برتبة مقدم قبل وفاته. وهو عضو شرف في نادي العين الإماراتي أحد أبرز أندية الدرجة الأولى في دولة الإمارات. وله إسهامات رياضية كثيرة، أبرزها تقديم جائزة بمبلغ مليون درهم للاعب الإماراتي إسماعيل مطر نظير تسجيله هدف الفوز في دورة خليجي 18 لكرة القدم.

## أسرته
والدته هي آمنة بنت صالح بن بَدّوُة الدرمكي، وله أخ شقيق هو الشيخ عيسى بن زايد آل نهيان. لديه ابن وحيد هو الشيخ أحمد بن ناصر بن زايد آل نهيان.

## وفاته
توفى في حادث تحطم مروحية فوق مياه الخليج العربي ليلة الثلاثاء 28 جُمادَى الأولى 1429 هـ الموافق 3 يونيو 2008م مع زملاء له، ودُفن في مقبرة البطين في اليوم التالي.